# Казанская агломерация

Каза́нская агломера́ция (тат. Казан агломерациясе) — это крупнейшая городская агломерация в Республике Татарстан, располагающаяся на северо-западе региона, преимущественно на левом берегу Волги.
Население — более 1,7 млн чел. (2022).
Агломерация имеет моноцентрический характер, включает в себя города Казань и Зеленодольск, а также 6 муниципальных районов республики. Состав и развитие агломерации и Столичного экономического района Татарстана закреплены в Концепции территориальной экономической политики Республики Татарстан. Для проработки вариантов развития агломерации в Татарстане учреждено ГБУ «Институт пространственного планирования РТ».

## Состав
| Название                                       | Население, чел. |
| ---------------------------------------------- | --------------- |
| Казань                                         | ↗1 318 604      |
| Атнинский район                                | ↘12 553         |
| Верхнеуслонский район                          | ↗17 495         |
| Высокогорский район                            | ↗56 047         |
| Зеленодольский район (включая г. Зеленодольск) | ↗169 469        |
| Лаишевский район                               | ↗61 794         |
| Пестречинский район                            | ↗62 094         |
| Итого                                          | 1 698 056       |

Согласно Схеме территориального планирования Республики Марий Эл, в состав Казанской агломерации (в таком случае именуемой «крупной групповой системой расселения») включают некоторые территории соседней Республики Марий Эл: города Волжск и Звенигово, население которых вместе с окружающими их районами составляет:
| Название           | Население, чел. |
| ------------------ | --------------- |
| Волжск             | ↘52 164         |
| Волжский район     | ↘20 633         |
| Звениговский район | ↘38 830         |
| Всего по Марий Эл  | 111 627         |

Со включением смежных районов Марий Эл население Казанской крупной групповой системы расселения составляет 1 805 764 человек. Согласно экспертной оценке Правительства и Администрации Президента РФ, население Казанской агломерации составляло на 2010 год 1 560 459 жителей.

## Экономика
Экономической основой агломерации является Казанско-Зеленодольский территориально-промышленный узел.
Несмотря на то, что агломерация аккумулирует 52 % привлекаемых в регион инвестиций, а также в ней сконцентрировано 38 % от числа граждан, занятых в экономике республики, её доля в валовом региональном продукте республики Татарстан составляет всего 28 %.
Основными отраслями территорий агломерации являются: машиностроение, химическая, нефтехимическая, лёгкая и пищевая промышленность, электроэнергетика. В регионе также базируются крупные предприятия оборонно-промышленного комплекса.
Казанская агломерация в перспективе, способна стать ядром транспортно-логистической системы перевозки грузов в Поволжском регионе, в рамках реализации проекта Свияжского мультимодального центра. В черте агломерации действуют современные логистические центры:
- Индустриально-логистический парк «Биек Тау»[11]
- Логистический комплекс «Q-Park Казань»[12]
- Логистический центр «Константиновский»[13]

Также начата реализация проекта Свияжского мультимодального центра, связывающего воедино перевозку грузов автомобильным, железнодорожным и водным транспортом.
В агломерации расположены один из важнейших на Волге речной порт, крупные железнодорожные узлы, перевозящий более миллиона пассажиров и реконструируемый в перспективе в межрегиональный хаб международный аэропорт Казань, к которому предусмотрена линия аэроэкспресса. Заявлено сооружение в ближней перспективе линии новой канатной дороги от Казани в Верхний Услон через Волгу.
В агломерации находятся туристические центры федерального значения Раифского монастыря и музейного острова-града Свияжск, современный круглогодичный горнолыжно-спортивный комплекс «Казань» межрегионального значения.

## Город-спутник «Иннополис»
В ближней зоне агломерации, на территории Верхнеуслонского района, на правом берегу реки Волга напротив Казани, с 2012 года строится один из двух реализуемых «с нуля» в постсоветское время в России инновационных наукоградов, рассчитанный на 155 тысяч жителей Иннополис, аналог-партнёр подмосковного инновационного центра Сколково и город-спутник Казани.

## Район «Салават Купере»
В ближней зоне агломерации западнее Казани, между городским посёлком Залесный и посёлком Зеленодольского района Осиново, с 2012 года по соципотечной программе ведётся строительство «спального» многоэтажного района «Салават Купере» (тат. Радуга) на 1 млн м² жилья и 36 тысяч квартир с территорией на 400 га, застройщиком которого является соответствующий Государственный жилищный фонд (ГЖФ) республики. «Салават Купере» является частью Кировского района г. Казани.
К району «Салават Купере» примыкает микрорайон ЖК «Радужный» коммерческого жилья от ООО «Татстройинвест» (17 многоэтажных домов), относящийся к Зеленодольскому району РТ.

## Город-спутник «СМАРТ Сити Казань»
В ближайшей зоне агломерации южнее Казани, у Международного аэропорта «Казань» и окончания линии городской электрички, планируется сооружение в порядке частных инвестиций преимущественно из мусульманских стран логистическо-делового города-спутника «СМАРТ Сити Казань» с расчётной численностью населения до 40 тысяч.

## Город-спутник «Зелёный Дол»
Планируется реализация также крупнейшего частно-государственного инвестиционного проекта по созданию к 2025 г. в пределах агломерации на территории 3,64 тыс. га вдоль трассы М7 между Зеленодольском и Казанью другого города-спутника «Зелёный Дол» с расчётной численностью населения 100 (в дальнейшем — 157) тысяч человек, жилым фондом 4,1 млн м², стоимостью сооружения 140 млрд руб. с преимущественно малоэтажной, переходящей в многоэтажную застройкой от планируемого зеленодольского микрорайона «Волжская Венеция» на намывных полузаболоченных землях у Айши и далее через Ореховку, где уже осваивается зона индивидуального коттеджного строительства, во встречном направлении к Салават Купере и казанскому посёлку Залесный, что делает возможным в будущем присоединение Зеленодольска к Казани.